# Haffner Bjerg
Haffner Bjerg är en nunatak i Grönland (Kungariket Danmark).   Den ligger i kommunen Qaasuitsup, i den nordvästra delen av Grönland, 1 400 km norr om huvudstaden Nuuk. Toppen på Haffner Bjerg är 1 462 meter över havet, eller 628 meter över den omgivande terrängen. Bredden vid basen är 3,2 km.
Terrängen runt Haffner Bjerg är kuperad åt sydväst, men åt nordost är den platt. Haffner Bjerg är den högsta punkten i trakten. Trakten runt Haffner Bjerg är nära nog obefolkad, med mindre än två invånare per kvadratkilometer. Det finns inga samhällen i närheten. Trakten runt Haffner Bjerg är permanent täckt av is och snö.